# Uncyclopedia
Uncyclopedia (букв. с англ. — «Нециклопедия») — международная шуточная вики-энциклопедия, пародийный аналог Википедии. Другие имена: «Анциклопедия» (от англ. Uncyclopedia), «Бредопедия», «Нециклопедия». Задачей Анциклопедии является написание пародийных вариантов энциклопедических статей с сатирической или юмористической точки зрения. Чётких ограничений или правил по написанию статей в Анциклопедии нет — главное условие доступность юмора для широких слоёв читателей. Для достижения цели используются различные виды юмора: пародия, сатира, нелогичные абсурдные выводы. Анциклопедия часто привлекает средства массовой информации своими статьями о людях и местах.
Основана 5 января 2005 года Джонатаном Хуангом (известным под интернетовским псевдонимом «Chronarion») и его партнёром с псевдонимом «Stillwaters» или «Euniana» изначально как англоязычный проект на Викии. Оба основателя Анциклопедии до этого были редакторами Википедии. Начавшаяся как независимый проект Анциклопедия быстро переросла свой первоначальный хостинг и её глава Джонатан Хуанг стал искать новый хостинг. 26 мая 2005 года Angela Beesley, вице-президент компании Wikia, Inc., согласилась принять Анциклопедию на Викию. 10 июля 2006 года Хуанг передал право собственности на доменное имя Uncyclopedia.org на Викию. Большинство языковых разделов Анциклопедии находятся под собственными локализованными именами, на полностью независимых доменах или на поддоменах Wikia.com. В настоящее время проект работает на 75 языках. Самые крупные разделы: английский (30 тысяч статей), занимающий второе место после португальского. Статьи пишутся как пародии на энциклопедические. Работает на движке MediaWiki.
Разделы на многих языках, кроме части проектов, находящихся на серверах АнМеты, доступны под лицензией Creative Commons Attribution-ShareAlike (CC-BY-SA) 3.0, (американский) английский — под её некоммерческим вариантом CC-BY-NC-SA 2.0. Контент Анциклопедии доступен по лицензии Creative Commons Attribution-NonCommercial-ShareAlike 2.0 license..

## Описание
Целью Анциклопедии заявлено «обеспечение дезинформации в мире по мере возможности наиболее сатирическим и юмористическим способом». Статья в Анциклопедии о Википедии утверждает, что на самом деле Википедия пародия на Анциклопедию, а не наоборот. Информация в статьях спародирована, сфабрикована или высмеяна до такой степени, что достоверных сведений почти не остаётся и статья часто противоречит самой себе. Однако по мнению Анциклопедии самая лучшая сатира — это та, которая является правдой. По аналогии с википедийными 5 столпами «британская английская» Анциклопедия имеет свои «5 плоскогубцев», в число которых входит «сатирическая точка зрения». В русско-«олбанском» разделе Анциклопедии они локализованы как «5 скважин». Помимо пародийных на Википедию правил, «британская английская» Анциклопедия имеет 3 основных правила: «Be funny and not just stupid» («Быть смешным, а не просто глупым»), «Don’t be a dick» («Не быть мудаком») и «Dance like you’ve never danced before!» («Танцуйте, как вы никогда не танцевали раньше»). В русско-олбанском разделе локализованы как «Три кита».
Анциклопедия была основана в январе 2005 года Джонатаном Хуангом в качестве сатирической пародии на Википедию. Одним из прототипов Анциклопедии были существующие в Википедии страницы, посвящённые шуткам, неуместным в энциклопедии (Bad Jokes and Other Deleted Nonsense, «Юмор не по месту»).
Оригинальное английское название Uncyclopedia содержит интересный каламбур, в паре с Encyclopedia обретающий особое сатирическое значение: при несколько вольном прочтении слова Encyclopedia оно звучит приблизительно как русское зацикло-педия, в то время как Uncyclopedia примерно интерпретируется как расцикло-педия.
Несмотря на разнообразие применяемых юмористических приёмов (от абсурда до иронического переосмысления соответствующих статей из Википедии), существует ряд шуток, характерных исключительно для Анциклопедии. Примером могут послужить вымышленные, переделанные или полностью придуманные цитаты известных личностей, помещаемые в начале статей проекта. В англоязычном разделе львиная доля подобных цитат приписывается Оскару Уайльду (изначально такие цитаты имели единую структуру вида «национальным видом спорта Англии является»), причём систематизированные изречения лже-Уайльда изложены в цитатнике (UnQuotes) — дочернем проекте Анциклопедии. В разделе Анциклопедии на иврите подобную роль отвели лжемессии Саббатаю Цви, а в русском/олбанском — Дарту Херохито — собирательному образу японских императоров и Дарта Вейдера. В английской и русских Анциклопедиях популярны темы аллюзии к мифам Ктулху и произведениям Джорджа Оруэлла.
| проект Uncyclomedia | Объект пародий                  |
| ------------------- | ------------------------------- |
| UnBooks             | Wikibooks                       |
| UnNews              | Wikinews                        |
| Undictionary        | Wiktionary                      |
| Un-Bestiary         | Wikispecies                     |
| Uncycloversity      | Wikiversity                     |
| UnQuotable          | Wikiquote                       |
| UnScripts           | Wikisource                      |
| UnMeta              | Wikimedia Meta-Wiki             |
| UnCommons           | Wikimedia Commons               |
| UnSignpost          | Wikipedia Signpost              |
| UnTunes             | iTunes                          |
| UnVoyage            | Wikivoyage                      |
| HowTo               | wikiHow                         |
| Why?                | wikiAnswers                     |
| Un-Games            | Choose Your Own Adventure books |

Помимо основного проекта Анциклопедия включает в себя несколько второстепенных подпроектов (известные как «UnProjects»). По состоянию на май 2021 года существует 15 таких проектов, каждый из которых специализируется в определённом стиле сатиры. Многие из этих проектов являются прямой аналогией родственных проектов Википедии.
Анциклопедия имеет свою систему рецензирования статей, где отдельно оценивается юмор, орфография, грамматика, использованные изображения и общее впечатление от статьи. Рецензирование Анциклопедии носит название Pee Review и является пародией на Peer Review (Википедия: Рецензирования). Рецензирование Анциклопедии является межъязыковым и не замкнуто на одном разделе. По аналогии с рецензированием статей существует рецензирование юмористических изображений.
В связи с большим потоком статей в Анциклопедию администраторам приходится выполнять роль цензоров или критиков, которые отсеивают статьи, не соответствующие стандартам Анциклопедии. Подобно Википедии в Анциклопедии есть ограничения на создание статей о самом себе. На первых порах статьи о себе приветствовались в Анциклопедии в случае наличия там юмора. Однако написание таких статей вызвало конфликты между пользователями, поэтому в конечном итоге они были запрещены. В Анциклопедии существуют аналогичные Википедии правила поведения (например, после двух предупреждений следует временная блокировка), однако сами правила носят смешные, звучащие названия для пародирования самой системы википедийных правил.

## Отзывы в прессе
Анциклопедия часто упоминается в новостных публикациях мировых СМИ, не говоря уже о местных и региональных газетах и журналах. В 2005 году статья Анциклопедии про Летающего Макаронного Монстра была упомянута в New York Times в колонке, посвящённой распространению «пастафарианства» — пародийной религии, поклоняющейся Летающему Макаронному Монстру. Впоследствии статья была перепечатана в других газетах, включая Taipei Times. В мае 2007 года в журнале «.net» была размещена посвящённая Анциклопедии статья Huang. Также в некоторых газетах были опубликованы статьи, посвящённые конкретным страницам Анциклопедии — например статья в Arizona Daily Star рассказывала о пародии на город Тусон штата Аризона. Также в Cyprus Mail была опубликована статья, посвящённая юмористической пародии на Кипр.
Кроме статей, посвящённых отдельным страницам Анциклопедии, существует несколько работ, описывающих проект в целом, в основном посвящённые технологии или интернету. Статьи про Анциклопедию появлялись в Boston Herald и Guardian. Помимо целиком посвящённых проекту статей, существуют публикации о Викии или Википедии, где упоминается и Анциклопедия. На новостном сайте The Register при обсуждении инцидента с биографией Джона Сайгенталера Анциклопедия упоминалась один раз. Анциклопедия была названа одним из 100 лучших веб-сайтов в журнале PC Magazine, а также среди 101 самых полезных сайтов в интернете по версии The Sunday Telegraph. Seattle Post-Intelligencer считает Анциклопедию викийным вариантом The Onion.

## Критика и споры
В мае 2006 года новозеландская газета The New Zealand Herald опубликовала статью с заявлением учителей и директора King’s College, которые обвинили Анциклопедию и Bebo в осуществлении кибермоббинга. Номер мобильного телефона одной из учениц Epsom Girls' Grammar School был без её ведома размещён в Анциклопедии, после чего на указанный номер пришло оскорбительное сообщение. Представители нескольких образовательных учреждений выразили обеспокоенность тем, что многие студенты публикуют полные имена и фотографии на своих личных страницах в Анциклопедии. Данная история заставила администраторов Анциклопедии пересмотреть политику проекта в области кибербезопасности (которая ранее была крайне слаба) и предпринять меры для недопущения использования Анциклопедии для интернет-угроз. Анциклопедия подвергалась критике за расистский юмор и разжигание ненависти, однако по мнению Huang расистские статьи исправляются.
Статьи в Анциклопедии могут негативно сказаться на репутации компаний.
В июне 2007 года представители туристического бизнеса подвергли резкой критике статью в Анциклопедии про английский Озёрный край. Они призвали ужесточить контроль за содержанием Анциклопедии. Эта история была опубликована в вечернем выпуске местной английской газеты North-West Evening Mail. Однако никаких уступок со стороны Анциклопедии сделано не было. Более того вызвавшая скандал статья была размещена на заглавной странице Анциклопедии. Подобный инцидент произошёл в ноябре 2007 года, когда статья Анциклопедии про Северную Ирландию подверглась сильной критике со стороны североирландского политика Джеймса Маккэрри. Он назвал Анциклопедию «позорным сайтом» и пообещал при помощи совета Moyle «добиться его удаления». Однако статья по-прежнему на месте. Член городского совета Белфаста от католических правых организаций Конор Маскей и создатель Portadown News Ньютон Эмерсон не согласились с Джеймсос Маккэрри и заявили, что люди должны относиться менее серьёзно к Анциклопедии. Эта история была опубликована в The Belfast Telegraph.
Аналогичный инцидент произошёл в апреле 2008 года, когда общественные лидеры города Телфорд (графство Шропшир, Великобритания) выступили с критикой статьи в Анциклопедии про город, где в частности было написано «является мировым лидером в производстве, воспроизводстве и повторном воспроизводстве Chavs». Ещё одна статья Анциклопедии про город Шрусбери (графство Шропшир) характеризует его как место рождения Чарльза Дарвина и оскорбительно называет его жителей обезьянами, превратившимися в овец. Анциклопедия была также упомянута в Sioux City Journal за статью о городе Sioux City штата Айова, в Hawke’s Bay Today за статью о Flaxmere и Lochaber News за статью о форте Уильяме в Шотландии.
В январе 2008 года Министерство внутренних дел Малайзии издало директиву, в которой призвало газеты не доверять Анциклопедии. В заявлении сказано, что посвящённая Малайзии статья содержит «ложь, оскорбления и насмешки» и позорит страну. Участники Анциклопедии нашли это заявление смешным и впоследствии спародировали его в разделе UnNews. По состоянию на февраль 2010 года Анциклопедия заблокирована в Китае.
В декабре 2008 года компания Video Professor подала иск против Анциклопедии за клевету и незаконное использование торговой марки. В иске содержалось требование удалить в течение 48 часов все статьи, связанные с Video Professor. Анциклопедия отказалось выполнять данное требование. Вместо удаления статья о Video Professor была сначала переписана, а затем превращена в перенаправление на сатирическую статью о главном герое рекламных роликов компании Video Professor Джоне Шерере.
Анциклопедия использует логотип, похожий на логотип Википедии, что может спутать неопытных пользователей, которую примут информацию в Анциклопедии за достоверную. В связи с этим в 2012 году на заглавную страницу Анциклопедии был добавлен специальный предупреждающий шаблон, что это юмористический сайт с недостоверной информацией. Данный шаблон появляется при первом заходе пользователя на сайт, а также с определённой периодичностью при последующих посещениях.
8 ноября 2012 года в соответствии с законом «О защите детей от информации, причиняющей вред их здоровью и развитию» и поправкам к нему за шуточную статью «Как правильно совершить суицид» копия русского раздела Анциклопедии на Викии была внесена в единый реестр запрещённых сайтов. 13 ноября 2012 после её удаления ресурс был разблокирован. (см. также соотв. раздел в статье об Абсурдопедии)

## Языковые разделы Анциклопедии
В отличие от Википедии, языковые разделы Анциклопедии располагаются на разных серверах. Примерно четверть из них до весны 2019 года находилась на хостинге Викия, другая группа разделов — на серверах координирующей интервики-ссылки некоммерческой организации Uncyclomedia (UnMeta), также существовало три независимых раздела (один из двух русских, корейский и один из двух английских).. По другим данным 25 % (или 20 из 79) разделов Анциклопедии были размещены на Викии. Ещё 6 языковых разделов из «Uncyclopedia Babel» находились на специализированных невикийных серверах. В 2006 году для координации языковых разделов Анциклопедии (коллективно именуемых «Uncyclomedia Babble Project») была создана вики Un-Meta.
26 февраля 2019 года Викия потребовала от сообществ всех разделов Анциклопедий освободить хостинг в течение марта, разослав через своего директора по связям с общественностью стандартное сообщение На Мете была создана тема по реорганизации языковых разделов: часть из них отправилась на бесплатную викиферму Miraheze, часть на сервера Uncyclomedia, а часть на независимые хостинги. В итоге английскому разделу с Викии был присвоен языковой статус «британского английского», чтобы отличать его от раннего форка на канадском сервере. Русский раздел, переехавший с Викии на независимый сервер, стал «олбанским», чтобы отличать его по интервикам от ранее форкнутого русскоязычного проекта.
Самый крупный раздел, португальский (43 242 статей), располагается на UnMeta. Второй по количеству статей, английский (29 714 штук) — независим.
На немецком языке существует три раздела Uncyclopedia: Kamelopedia, Stupidedia и соседствующий с английским раздел de.uncyclopedia.org На китайском языке существует два раздела Uncyclopedia: на традиционном китайском и на упрощённом современном.
- Координирующая организация UnMeta (meta.uncyclomedia.org)[70].
- Полный список всех разделов: https://uncyclopedia.info
- 10 крупнейших разделов Анциклопедии в порядке убывания: португальская, английская, немецкая (Stupidedia), японская, польская, немецкая (Kamelopedia), итальянская, испанская, французская и финская.
- все языковые разделы Анциклопедии имеют общие черты: логотипы и имена сохраняют подобие английских аналогов (например частица Un в названии), список подпроектов дублируется во всех версиях (например UnNews[71]).
- первым языковым разделом не на английском языке стал французский, созданный в июне 2005 года[72], а 50-м языковым разделом стал валлийский 20 февраля 2008 года.

### Десять крупнейших разделов

#### Португальский раздел (Desciclopédia)
В настоящее время португальский раздел (Desciclopédia) с 60 тысячами статей является крупнейшим языковым разделом Анциклопедии. Основан в августе 2005 года. Португальской Анциклопедии принадлежит идея создания вымышленного персонажа доктора Роберта (португальское Doutor Roberto) — сатиры на могущественного владельца компании Globo Roberto Marinho. Португальская Анциклопедия особое внимание уделяет высмеиванию видных бразильских деятелей кино и политики. Например бразильская комедийная актриса Дерси Гонсалвес изображена позирующей для журнала Playold (вместо Плейбой). Актриса Cláudia Raia изображается в виде ската (португальское raia). Жертвой пародий часто становятся бразильские политики, например Силва, Луис Инасиу Лула да (португальское lula — «кальмар»), а также певцы, спортсмены и другие общественные деятели.
Внутри португальского раздела Анциклопедии на отдельных поддоменах существуют подпроекты Desnoticias (новости), Descionário (словарь), Deslivros (библиотека) и Desentrevistas (интервью). Разделы «новости», «словарь» и «библиотека» имеют аналоги в английской Анциклопедии, а раздел «интервью» является уникальным изобретением португальского раздела.

#### Английский раздел (Uncyclopedia)
Исторически первый раздел Анциклопедии. Занимает второе место по количеству статей. По состоянию на 2010 год в английской Анциклопедии содержалось более 25 тысяч статей, что делало её одной из крупнейших проектов на Викии, в начале 2024 года уже более 37 тыс. статей. Также она занимает первое место среди проектов на Викии по числу активных редакторов, опережая на 200 человек следующую за ней на втором месте FFXIclopedia.
18 января 2012 года в знак пародии против протеста Википедии на закон о прекращении онлайн-пиратства (SOPA) и закон 2011 года о предотвращении реальных сетевых угроз экономическому творческому потенциалу и кражи интеллектуальной собственности (PIPA) Анциклопедия тоже закрыла свой сайт, протестуя сатирически в поддержку законопроекта. Как объяснила Анциклопедия протест против протеста Википедии против законопроекта уничтожит SOPA навсегда. В настоящее время запрос SOPA на Анциклопедии перенаправляет на юмористическую статью.
Большинство статей Анциклопедии содержат шаблон-ссылку на соответствующую статью Википедии. Шаблон имеет следующее содержание: «Для тех, у кого нет чувства юмора, у так называемых экспертов в Википедии есть статья о (ссылка на статью).»
Изначально Анциклопедия располагалась по адресу uncyclopedia.org, но впоследствии была куплена Викией и переехала на адрес uncyclopedia.wikia.com. Подобно Википедии Анциклопедия имеет свои руководящие принципы, которые стали строже с течением времени. Также и сама Викия ввела дополнительные ограничения, включая запрет порнографических изображений и ограничение ответственности (предупреждающий шаблон), требующий согласия начинающих пользователей.
5 января 2013 года в английской Анциклопедии произошёл раскол и был сделан её форк. Многие участники и администраторы Анциклопедии покинули сайт на Викии в знак протеста против политики администраторов Викии, в частности цензуры изображений и размещения предупреждающего шаблона отказа от ответственности.. Новый независимый от Викии сайт был размещён по адресу en.uncyclopedia.co. Викия сохранила копию Анциклопедии на первоначальном адресе uncyclopedia.wikia.com, а некоторые участники и администраторы остались там. Владельцы и руководство нового сайта не разглашаются.
Весной 2019 года, старая английская версия с Викии переехала по адресу uncyclopedia.ca, а позднее
её основным доменом стал uncyclopedia.com.
Также существует копия английской Анциклопедии по адресу mirror.uncyc.org. Она обновляется вручную, поэтому не отражает текущее состояние дел на Анциклопедии. Но зато она содержит копии удалённых статей.
Одной из излюбленных тем английской Анциклопедии является «Kitten Huffing» (вдыхание души кошки как форма наркомании).

#### Немецкий раздел (Stupidedia)
Немецкий раздел (Stupidedia) занимает третье место по количеству статей среди языковых разделов Анциклопедии. Stupidedia (название образовано путём сочетания слов глупый и энциклопедия) — австрийский вики-проект, посвящённый написанию сатирических и юмористических статей. Stupidedia создал 17 декабря 2004 года David Sowka. Таким образом она является первым в истории вики-проектом юмористической направленности. В 2010 году Stupidedia присоединилась к международному проекту Uncyclopediа и стала его немецким разделом. По состоянию на май 2011 года Stupidedia является крупнейшим немецкоязычным вики-проектом юмористической направленности и включает в себя 19 200 статей. Её девиз «Wissen Sie Bescheid? Nein? Wir auch nicht!» («Знаете ли вы? Нет? Мы тоже нет!»).

#### Японский раздел (Ansaikuropedeĭa)
Японский раздел (アンサイクロペディア Ansaikuropedeĭa) является четвёртым по величине языковым разделом Анциклопедии и включает в себя чуть больше 10 тысяч статей. Название раздела произошло от японской транслитерации Катакана слова Uncyclopedia. Японская Анциклопедия была основана в декабре 2005 года. Её раздел «новости» известен тем, что дублировал и высмеивал реальные новости, что вызвало гневную реакцию в Твиттере.

#### Польский раздел (Nonsensopedia)
Польский раздел (Nonsensopedia) является пятым по величине языковым разделом Анциклопедии и насчитывает 19321 статей. Его главная страница располагается по адресу Strona główna Nonsensopedii. В польской Анциклопедии существует несколько подпроектов: NonNews (пародии на реальные или вымышленные новости), Słownik (пародийный и сленговый словарь), Cytaty (цитатник) и Gra (описание игр).

#### Немецкий раздел (Kamelopedia)
Немецкий раздел (Kamelopedia) является шестым по величине языковым разделом Анциклопедии. Название этого сатирического проекта произошло от соединения слов верблюд и энциклопедия. Смысл названия состоит в том, что участники Kamelopedia шутят как верблюды (в том числе и в переносном смысле). Создана в 2004 году как независимый википроект с интервиками с других Анциклопедий и подобно другим позиционирует себя пародией на Википедию. В Kamelopedia по образцу различных проектов фонда Викимедиа созданы свои подпроекты: Kamelionary (словарь), KameloNews (новостной ресурс), Kamelomedia Commons (хранилище медиа-файлов) и Kamelobooks (библиотека юмористических книг).

#### Итальянский раздел (Nonciclopedia)
Занимает седьмое место по количеству статей среди других языковых разделов Анциклопедии. Nonciclopedia (итальянская Анциклопедия) была основана 3 ноября 2005 года и включает в себя свыше 10 тысяч статей. Подобно английской Uncyclopedia она имеет множество подпроектов: Manuali, коллекция поддельных или юмористических учебников о странных аргументах (например, «Как победить Англию в 4 шага»), Horroscopo, поддельные гороскопы, пародии на Викиновости, Walk of Shame, пародии на Аллею славы, в которых собраны лучшие статьи. Подобно многим другим языковым разделам Анциклопедии, в итальянском проекте есть конкурс статьи недели, а некоторые страницы имеют аудио-файлы с вокальным повествованием сюжета статьи. Типичные объекты для юмора и сатиры: Чак Норрис, Пьер Паоло Пазолини, Сильвио Берлускони, субкультура эмо, Ницше, Germano Mosconi, вымышленный штат Svervegia (буквально Швервегия) и люди, разрушающие Nonciclopedia в знак обиды за статью. В настоящее время темы Чака Норисса, Svervegia и субкультуры эмо находятся под неофициальным запретом (особенно для новичков) и новые статьи на них разрешено писать только в редких случаях. В октябре 2011 года итальянская Анциклопедия на короткая время была закрыта администраторами в связи с угрозами судебного преследования со стороны Васко Росси. Это вызвало сильное протестное движение на Facebookе и других социальных сетях.

#### Испанский раздел (Inciclopedia)
Занимает восьмое место по числу статей среди других языковых разделов Анциклопедии. Испанская Анциклопедия (Inciclopedia) была создана в феврале 2006 года для сохранения контента закрытого испанского юмористического проекта Frikipedia. Frikipedia была закрыта по требованию Sociedad General de Autores y Editores (испанской организации по защите авторских прав), которая была недовольна выступлением Frikipedia против неё. Впоследствии Frikipedia была снова открыта.
Знаменитые деятели Чили народный певец El Monteaguilino и сенатор Pedro Muñoz выразили своё несогласие с Inciclopedia из-за издевательств над чилийским флагом и национальными символами. Noche Hache (телевизионная программа испанского TV Cuatro) также отметила шутку над кандидатом на пост премьер-министра Испании Eva Hache.

#### Французский раздел (Désencyclopédie)
Занимает девятое место по числу статей среди языковых разделов Анциклопедии. Французский раздел Анциклопедии (Désencyclopédie) был создан 30 июня 2005 года блогером из Квебека. Во французском разделе Анциклопедии каждый год проводится голосование на выбор самых лучших статей. Занявшие первые десять мест статьи размещаются на специальной странице. Система оценки позволяет читателям найти статьи определённого качества, а также повышает стимул для редакторов писать более качественный контент. Авторы лучших статей получают награды, что повышает уровень конкуренции на сайте и привлекает новых редакторов. Французский раздел Анциклопедии постепенно отходит от функции только пародии на Википедию и превращается в юмористический сайт самого широкого профиля, где стараются развивать все юмористические направления от сатиры до абсурда. Помимо статей стандартного энциклопедического формата во французской Анциклопедии появились статьи в стиле художественного произведения. Во французской Анциклопедии проводится контроль качества статей, а несмешные статьи (в основной скопированные из классической Википедии) удаляются. Также подлежат удалению статью, юмор которых понятен только ограниченной группе людей и статьи, нарушающие законы Франции. Во французской Анциклопедии существуют свои подпроекты, аналогичные проектам Викимедиа — например цитатник или новости. На статьи в других языковых разделах Анциклопедии проставляются интервики. Существует аналог Викисклада, изображения с которого могут использоваться в любом языковом разделе Анциклопедии. Налажена межъязыковая координация.

#### Финский раздел (Hikipedia)
Финский раздел Анциклопедии (Hikipedia) занимает десятое место по числу статей среди языковых разделов Анциклопедии и насчитывает 6873 статьи. Название «Hikipedia» соединение слов «hiki» (пот) и «Wikipedia». Финский раздел Анциклопедии был создан в апреле 2005 года. В конце 2011 года финская Анциклопедия имела около 38 тысяч просмотров.
| подпроекты Uncyclopedia | финская (Hikipedian) версия | соответствующий проект Википедии |
| ----------------------- | --------------------------- | -------------------------------- |
| Unbooks                 | Hikikirjasto                | Wikikirjasto/Wikibooks           |
| Undictionary            | Hiktionary                  | Wiktionary                       |
| Unversity               | Hikiopisto                  | Wikiopisto/Wikiversity           |
| Unquote                 | Hikisitaatit                | Wikisitaatit/Wikiquote           |
| Unnews                  | Hikiuutiset                 | Wikiuutiset/Wikinews             |
| Unsource                | Hikiaineisto                | Wikiaineisto/Wikisource          |
| Ungames                 | Hikipelit                   | -                                |
| Uncommons               | -                           | Wikicommons                      |

### Прочие разделы

#### Датский раздел (Spademanns Leksikon)
Датский раздел Анциклопедии занимает 11-е место по числу статей. Датская Анциклопедия (Spademanns Leksikon) была основана в 2006 году пользователем Lhademmor. Помимо названия, которое отличается от традиционных наименований языковых разделов Анциклопедии, в качестве логотипа проекта не используется изображение земного шара в виде фрагментов. Логотип датского раздела Анциклопедии напоминает логотип крупнейшей газеты Дании Ekstra Bladet. По состоянию на 2012 год датский раздел Анциклопедии содержал более 6 тысяч статей. Самым популярный героем для шуток является Чак Норрис. В датской Анциклопедии популярным является написание статей в стиле Ганса Христиана Андерсена.
Важное место в мифологии датской Анциклопедии занимают вымышленные герои Omboo Hankvald, Hermod Spademann, Gubernichte Hankvald (Omboos mother) и Troels Hartmann. В качестве образа Бога используется Барри Уайт.

#### Немецкий раздел (Uncyclopedia)
Немецкий раздел Анциклопедии (Uncyclopedia) по количеству статей занимает 12-е место среди всех языковых разделов. Он является третьим юмористическим проектом на немецком языке и по количеству статей (5865) уступает остальным двум: Kamelopedia с 12181 статей и Stupidedia с 21556 статьями (данные на 18 февраля 2013 года). Подобно другим языковым разделам, основополагающим правилом Uncyclopedia является сатирическая точка зрения (аналог Википедия:НТЗ). Существуют свои критерии качества статей и оценки вандализма: самые лучшие по стилю и уровню юмора статьи включены в категорию «Прекрасные статьи» («ausgezeichnete Artikel»). И если в английском разделе популярным литературным приёмом (повторяющийся гэг) является использование вымышленных цитат в стиле Оскара Уайльда (которые предваряют там каждую статью), то в немецком разделе аналогичную роль изначально играли цитаты в стиле Дэвида Хассельхоффа. Однако впоследствии данные цитаты были признаны недостаточно смешными и постепенно заменяются цитатами в стиле Эрхарта Гейнца или знаменитых политиков и общественных деятелей. В последнее время в немецком разделе появились переложенные на музыку сатирические тексты в стиле пьес. С весны 2007 года немецкий раздел пошёл по пути английского проекта, в нём появились подпроекты «Викиновости», «Викиучебник» и «Викисловарь». Владельцем домена «Uncyclopedia.org» является основатель Википедии Джимбо Уэльс. По его словам, он купил домен, однако не участвует в работе проекта. В немецком сатирическом журнале Titanic высоко оценили юмор Uncyclopedia и отдельно отметили возможность сравнения юмора разных стран мира.

#### Китайский раздел (首頁)
Раздел на традиционном китайском языке, один из двух разделов Uncyclopedia на китайском языке. По количеству статей занимает 13-е место среди всех языковых разделов. По внутренней статистике проекта насчитывает в настоящее время 5646 статей и 7678 участников. Существует институт избранных статей: в настоящее время 42 статьи. Имеет свои подпроекты: 偽基新聞 (Викиновости), 偽基‧動漫遊戲 (Вики-игры), 偽基文庫 (Викиучебник), 偽基辭典 (Викисловарь), 偽基共享資源 (Викисклад) и UnTunes (Викимузыка). Функционирует википедийный аналог «Знаете ли вы?».

#### Корейский раздел (백괴사전)

Эмблема 백괴사전

Корейский раздел (백괴사전) по количеству статей занимает 14-е место среди языковых разделов. Запущен в октябре 2006 года. По внутренней статистике корейского раздела в настоящее время в нём 5665 статей и 6962 участников (из них 108 активных). Все статьи классифицированы по 11 основным категориям. Вместо традиционного изображения корейский раздел использует в качестве эмблемы рыбу с удочкой. Размещён на отдельном сервере «백괴미디어 공용» (аналоге Wikimedia Commons). Содержание раздела доступно по лицензии CC-BY-NC-SA 2.5. В корейской разделе существует институт избранных статей (в настоящее время 91 статья). По аналогии с другими языковыми разделами имеет свои подпроекты: 백괴뉴스 (Викиновости), 백괴낱말사전 (Викисловарь), 백괴책 (Викиучебник), 백괴인용집 (Викицитатник), 백괴배움터(백괴대학교) (Викиверситет), 백괴게임 (Un-Games), 백괴미디어 공용 (Викисклад), 방법 (en:wikiHow). Также в корейском разделе существует 백괴공작소 (специальное расширение) и 실험실 (Викилаборатория).

#### Китайский раздел (伪基百科)
Раздел на упрощённом современном варианте китайского языка, второй раздел Uncyclopedia на китайском языке. По количеству статей занимает 15-е место среди всех языковых разделов. Создан 15 марта 2006 года. По внутренней статистике проекта в настоящее время насчитывает 5055 статей и 14760987 участников (из них 18 активных). Существует институт избранных статей. Имеет свои подпроекты: 伪基音乐 (Викимузыка), 伪基文库 (Викиучебник), 伪基新闻 (Викиновости) и 伪基词典 (Викисловарь). Функционирует википедийный аналог «Знаете ли вы?», а на заглавной странице размещены блоки актуальных тем (например блоки «Информации, науки и научной фантастики», «Образования, искусства и культуры» и другие).

#### Русский раздел (Абсурдопедия)
Основан 24 февраля 2006 года участницей английской Анциклопедии (Uncyclopedia) Sikon (LucidFox). Изначально единый русский раздел располагался на Викии по адресу absurdopedia.wikia.com, но 3 октября 2010 года произошла бифуркация и он был продублирован на отдельном от Викии сервере absurdopedia.net. Переезд активного на тот момент сообщества был официально признан координирующей деятельность Анциклопедий организацией UnMeta, интервики-ссылки «ru» были перенастроены с Викийского на новый сайт, в то же время интервики в таких крупных разделах Анциклопедии как немецкий, французский, испанский,
итальянский, польский, датский, китайский вели на старый сайт, интервики в португальском,
нидерландском, финском, корейском, японском — на новый. Английский раздел Анциклопедии на Викии соответственно был связан со старым сайтом, английский раздел Анциклопедии на независимом хостинге — с новым. При этом Абсурдопедия на Викии не была удалена и продолжила развиваться самостоятельно (на 17 февраля 2018 года имелась 4001 статья). В марте 2019 года Абсурдопедия Викийская была вынуждена переехать на независимый домен absurdopedia.wiki с последующим удалением оставляемого зеркала 3 апреля. Переезд был официально признан координирующей деятельность Анциклопедий организацией UnMeta с присвоением интервики «olb» — олбанский язык, подаваемый как «сетевой русский» для условного отличия от ранее отделившегося сайта.

#### Нидерландский раздел (Oncyclopedia)
Нидерландский раздел Анциклопедии занимает 23-е место по числу статей. Нидерландская Анциклопедия (Oncyclopedia) была создана в июне 2006 года. За первые полгода число статей выросло до 350. В марте 2007 года число статей достигло 500 штук. 150 коротких статей были перенесены в подпроект «OnWoordenboek der Nederlandse Taal» (в дословном переводе «голландский языковой словарь»). Однако даже без учёта этих статей размер нидерландской Анциклопедии за 3 месяца 2007 года вырос в 2 раза. В феврале 2007 года был запущен второй подпроект OnNieuws (UnNews) — новости. Допускаются либо полностью вымышленные новости, либо пародии на реальные новостные репортажи. 15 марта 2007 года было принято решение поменять название с Onziclopedie на Oncyclopedia. Позже было запущено ещё несколько подпроектов: OnZinnen (Unquotable), OnBoeken (UnBooks) и Oncycloversiteit (Uncycloversity). Oncyclopedia также имеет свою собственную радиостанцию OnRadio
, которая доступна для прослушивания только через интернет-блог нидерландской Анциклопедии. Нидерландская Анциклопедия получила известность благодаря статьям о Эмо (субкультура), Tokio Hotel и Suicide. Эти статьи вызвали сильную критику, но все претензии были отклонены администраторами проекта как необоснованные. Блокировка участников в нидерландской Анциклопедии практикуется в случае использования нецензурных слов. На конец мая 2011 года в Oncyclopedia было более 2150 статей.
Также в нидерландской Анциклопедии существует «Oncyclopolis Project». Он представляет собой вымышленный город-государство Oncyclopolis. У каждого участника нидерландской Анциклопедии существует своя система рейтинга (основанная на количестве написанных статей, правах участника и читательского рейтинга), сопоставимая с системой английской Анциклопедии.